# Sia, le rêve du python
Pour plus de détails, voir Fiche technique et Distribution.
Sia, le rêve du python est un film burkinabé français réalisé par Dani Kouyaté et sorti en France en 2002. C'est une libre adaptation, faite avec la coopération de l'auteur, de la pièce de théâtre de l'écrivain mauritanien Moussa Diagana La légende du Wagadu vue par Sia Yatabéré, parue en 1988. Le film, comme la pièce de théâtre, est une relecture du mythe africain du serpent Bida et du royaume du Ouagadou. Le film a remporté plusieurs récompenses dans des festivals internationaux de cinéma.

## Synopsis
Koumbi est la capitale d'un empereur maître du monde, Kaya Maghan ; mais elle est frappée par la misère. Pour la sauver, les prêtres s'apprêtent à sacrifier un sacrifice humain devenu habituel, et au pouvoir duquel plus personne ne croit. La future victime, Sia Yatabéré, est la fiancée de sekou, qui est lieutenant dans l'armée. Au moment où elle doit être sacrifiée, Sia est enlevée à sa famille, qui reçoit son poids en or à titre de dédommagement. Mais Sia s'enfuit et se réfugie dans la hutte d'un vieux fou aux paroles subversives, Kerfa. Elle y est retrouvée par l'armée, mais le général chargé des recherches fait face à un dilemme, car Sia était fiancée à son neveu, Mamadi, qui a été envoyé au front. De retour, Mamadi se révolte, parvient à éviter le sacrifice de Sia et prend le pouvoir à Koumbi. Mais Sia a été violée par les prêtres, et elle n'est pas dupe : l'arrivée au pouvoir de Mamadi ne change pas grand-chose, et les mêmes mensonges ont encore cours. Au lieu d'accepter le rôle d'impératrice qu'on lui offre, Sia suit le conseil de Kerfa, et elle part sur les routes pour réclamer paix et justice, quitte à passer à son tour pour folle auprès de la population.

## Fiche technique
- Titre : Sia, le rêve du python
- Réalisation : Dani Kouyaté
- Scénario : Moussa Diagana (pièce originale), Dani Kouyaté (adaptation et dialogues)
- Script : Véronique Paris
- Image : Robert Millié
- Montage image : Zoé Durouchoux
- Musique originale : Daniel Rousseau, Fantani Touré
- Son : Pierre Lorrain
- Montage son : Nicolas Mifsud
- Décors : Papa Kouyaté
- Sculptures : Abdou Ouolo's
- Costumes : Massiri-So, Judith Hentz,Ester Marty Kouyaté, Abdou Ouolo's
- Photo : Christophe Dupuy, Didier Bergounhoux, Ibrahim Ware
- Habilleuse : Martine Some
- Maquilleuse : Aminata Kaboré
- Accessoires : Bill Mamadou Traoré, Amara Traoré
- Machinerie : Abel Naba
- Éclairage : Hassane Maiga
- Production : Claude Gilaizeau, Sékou Traoré, Sylvie Maigne, Elisabeth Lopez
- Studios de production : Les Productions de la Lanterne (France), Sahélis Productions (Burkina-Faso)
- Langue : bambara
- Durée : 96 minutes
- Son : DTS stéréo
- Format : 35 mm, couleur, 1,85:1
- Date de sortie :  France : 12 juin 2002

## Distribution
- Fatoumata Diawara : Sia Yatabéré
- Sotigui Kouyaté : Wakhané
- Kardigué Laïco Traoré : Kaya Maghan
- Mariétou Kouyaté : l'impératrice
- Hamadoun Kassogué : Kerfa
- Ibrahim Baba Cissé : Mamadi
- Habib Dembélé : le griot Balla
- Fily Traoré : Kélétigui
- Kary Coulibaly : le coiffeur
- Abdoulaye Koumboudry : le froussard
- Ahmed Kadio : le prince
- Djénéba Diawara : la mère de Sia
- Toumansé Coulibaly : le père de Sia
- Ali Badra Kassina : le petit garçon
- Mamadou Sangaré, Maghan Kouyaté : les soldats jumeaux
- Diarrah Sanogo : la mère de Penda
- Mamadou Kouyaté : le père de Penda
- Fantani Touré : la vendeuse de dolo

## Distinctions
En mars 2001, Sia, le rêve du python remporte plusieurs prix au Festival panafricain du cinéma et de la télévision de Ouagadougou (FESPACO) au Burkina Faso. En avril de la même année, il remporte le Grand Prix du Long métrage au Festival « Vues d'Afrique » de Montréal, au Canada. En juin, il remporte le Prix du public au 11e festival international du film d'Innsbruck, en Autriche. En juillet, il remporte le Prix de la réalisation au Festival du film africain de Khouribga, au Maroc. En septembre, il remporte la Bourse à la distribution de l'Agence de la francophonie à Paris, en France. En octobre 2001, il remporte le Bayard d'or du meilleur scénario au Festival international du film francophone de Namur en Belgique.